# Atlas lingüístico y etnográfico de Colombia
El Atlas Lingüístico-Etnográfico de Colombia (ALEC), es una obra impresa, conformada por seis tomos con mapas de Colombia, un manual, un glosario lexicográfico y un índice alfabético (publicado posteriormente en 1998).
Este proyecto buscó analizar las variantes léxicas, fonéticas y gramaticales del español colombiano, como resultado de una investigación que se desarrolló a lo largo de veinte años, entre 1959 y 1978. El ALEC fue publicado entre 1982 y 1983.
Tanto la preparación y realización de la obra estuvieron a cargo del antiguo departamento de dialectología del Instituto Caro y Cuervo. La impresión de los tomos estuvo a cargo de la litografía Arco dado que el tamaño de los mapas no permitía realizar este trabajo en la Imprenta Patriótica del Instituto.
Esta obra fue un valioso  aporte para el conocimiento de las hablas culturales y  populares  colombianas, pionero en la descripción del español hablado en un país latinoamericano. Es de resaltar la labor de los investigadores para recopilar la información y su constancia para lograr culminar un proceso de investigación luego de un lapso tan extenso de tiempo.

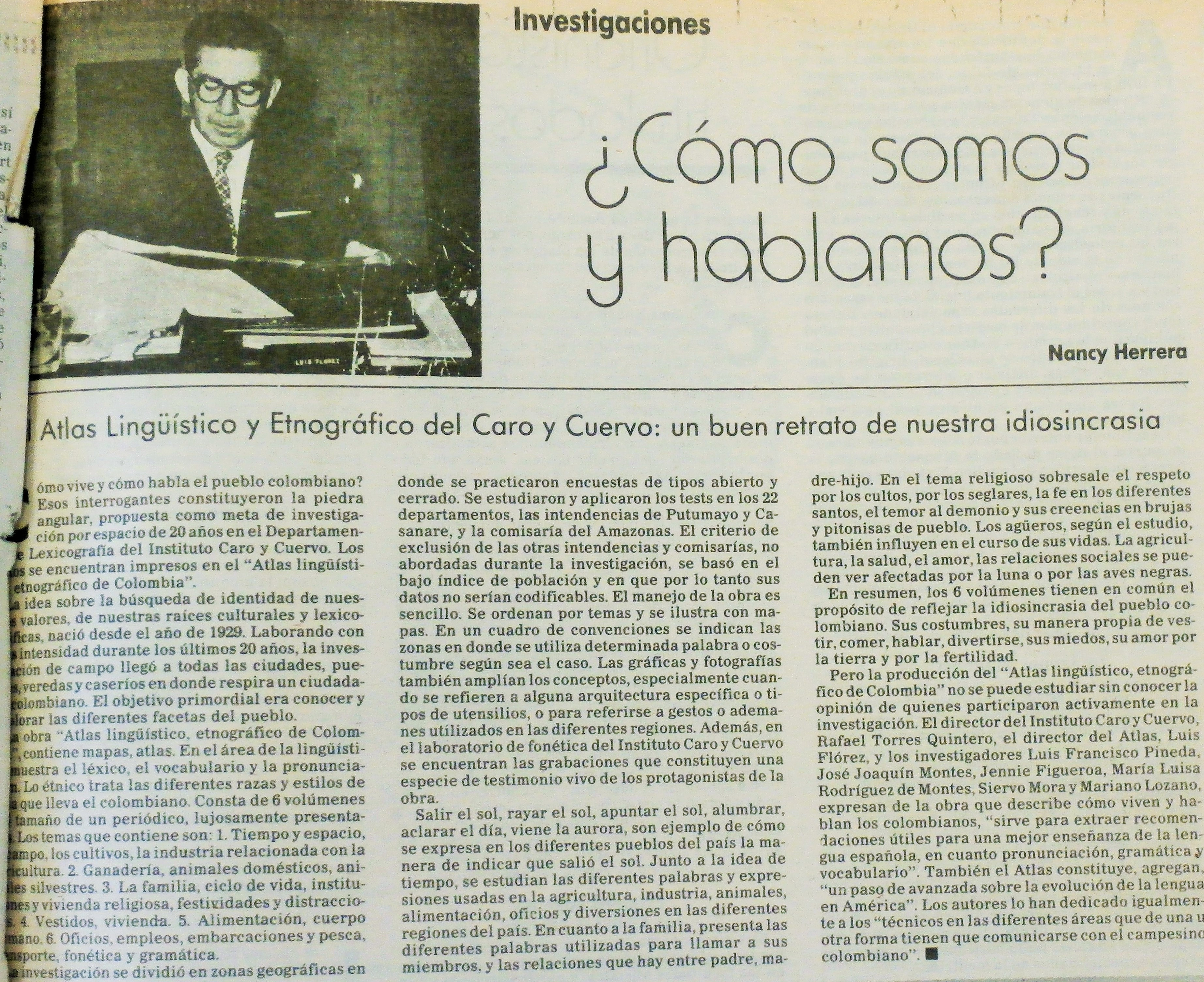
Reseña del Atlas Lingüístico-etnográfico de Colombia (ALEC) en Lecturas Dominicales, separata del diario El Tiempo publicado el 2 de septiembre de 1984

## Historia

### Antecedentes
En diciembre de 1947, como resultado de la comisión de José Manuel Rivas Sacconi a Estados Unidos, quien luego de haber estudiado los trabajos de geografía lingüística de ese país, en especial la Universidad de Columbia con el Atlas Lingüístico de España y la Universidad de Míchigan con el Linguistic Atlas of the United States and the Canada, sugiere al Instituto Caro y Cuervo la elaboración  de un atlas lingüístico hispanoamericano, dadas las necesidades del estudio del castellano en América. Asimismo, abre la posibilidad de que Colombia sea un país pionero en América Latina en la elaboración de estos proyectos.

### Elaboración del cuestionario
En 1955 los investigadores  Tomás Buesa Oliver y Luis Flórez realizaron un cuestionario preliminar con más de 8.000 preguntas que fue publicado por el Instituto Caro y Cuervo en 1957. A comienzos de 1956 se realizó la primera encuesta de prueba en Pacho, Cundinamarca y en 1958, gracias al apoyo financiero del departamento de Bolivar, José Joaquín Montes, Luis Francisco Suárez y Luis Flórez, aplicaron algunas encuestas en dicho departamento, usando el cuestionario extenso. A partir de 1959 se inició el levantamiento oficial de la información en los departamentos de Santander y Antioquia, este último bajo la dirección de Darío Mazo Gómez. En esta etapa del proyecto, la encuesta se redujo a dos mil preguntas y se realizó en cuadernillos mimeografiados. En 1960 con la asesoría de Tomás Navarro en Nueva York, quien realizó observaciones a la última encuesta, los investigadores del ALEC empezaron a trabajar en un cuestionario más reducido y modificando especialmente para la sección de fonética. Éste cuestionario de 1.348 preguntas fue empleado con pocas modificaciones durante el resto del proyecto.
El cuestionario contó con los siguientes campos semánticos:
| Campo semántico                                             | Número de preguntas |
| ----------------------------------------------------------- | ------------------- |
| Cuerpo Humano                                               | 159                 |
| Vestido                                                     | 65                  |
| Vivienda                                                    | 134                 |
| Alimentación                                                | 7                   |
| Familia y ciclo de vida                                     | 66                  |
| Instituciones y vida religiosa                              | 47                  |
| Festividades y distracciones                                | 57                  |
| Tiempo y espacio                                            | 43                  |
| El campo, los cultivos y otros vegetales                    | 154                 |
| Industrias relacionadas con la agricultura                  | 100                 |
| Animales domésticos                                         | 58                  |
| Insectos, reptiles, batracios, pájaros, animales silvestres | 25                  |
| Oficios y empleos                                           | 84                  |
| Embarcaciones y pesca                                       | 8                   |
| Transportes y comunicaciones                                | 10                  |
| Fonética                                                    | 185                 |
| Gramática                                                   | 37                  |

## Lugares encuestados
Dado que el propósito del ALEC fue el de estudiar y cartografiar las variedades dialectales del español colombiano, los departamentos encuestados fueron mayoritariamente de la región  Andina y el Caribe, lugares en los cuales se encontraba asentada la mayor parte de la población del país. Las Islas de San Andrés y Providencia así como la parte sur del país no fueron exploradas debido a las difíciles condiciones políticas y de acceso en la época.

## Informantes
Se recolectaron datos de 2.234 campesinos en 264 localidades. Los investigadores buscaron que los informantes encuestados hubieran vivido en el lugar la mayor parte de su vida, hubiesen tenido entre cuarenta y sesenta años de edad, contaran con poca o ninguna formación escolar y desarrollaran actividades campesinas. Las encuestas fueron registradas en cuadernillos, en 300 cintas de audio y cerca de 17.000 fotografías, digitalizadas actualmente por el Instituto Caro y Cuervo.

## Publicación
El ALEC está compuesto por seis tomos, divididos por temas así:
- Tomo I: Tiempo y espacio. - Campo. Cultivos. Otros vegetales. - Algunas industrias relacionadas con la agricultura.
- Tomo II: Ganadería. - Animales domésticos. - Animales silvestres.
- Tomo III: La familia, ciclo de vida. - Instituciones, vida religiosa. - Festividades y distracciones.
- Tomo IV: El vestido. - La vivienda.
- Tomo V: La alimentación. - El cuerpo humano.
- Tomo VI: Oficios y empleos. - Embarcaciones y pesca. - Transportes. - Fonética. - Gramática

Igualmente, cuenta con un manual donde se explica el origen y desarrollo de este proyecto así como su forma de uso.

## Museo etnográfico
Durante la recopilación de información se recolectaron objetos que testimoniaban las costumbres y la forma de vida de las poblaciones encuestadas. Cerca de 3.000 objetos de uso doméstico, implementos de transporte, prendas de vestir, artesanías, utensilios de minería, pesca, agricultura y ganadería componen la colección. Se inauguró el 16 de julio de 1962 en la sede Yerbabuena. Actualmente el Instituto planea su reinauguración y como actividad preliminar desarrolló la exposición ¿País a la medida?.